# Règlementation ATEX
La réglementation ATEX (de ATmosphères EXplosibles) est issue de deux directives européennes (2014/34/UE ou ATEX 95 pour les équipements destinés à être utilisés en zones ATEX, et 1999/92/CE ou ATEX 137 pour la protection des travailleurs).
Elle s'applique en France, en vertu du respect des conditions dictées par le code du travail pour les utilisateurs et par le code de l'environnement pour les fabricants de matériel.
La réglementation dite « ATEX » demande à tous les chefs d'établissement de maîtriser les risques relatifs à l'explosion dans ces milieux, au même titre que tous les autres risques professionnels. Pour cela, une évaluation des risques d'explosion dans l'entreprise est donc nécessaire pour permettre de déterminer tous les lieux où peuvent se dégager des éléments explosifs : il s'agit du DRPE alias DRPCE (document relatif à la protection contre les explosions). 
Le domaine d’explosivité est situé entre les limites inférieure et supérieure d’explosivité (LIE & LSE) d’un mélange. Ces limites sont définies par rapport aux proportions d’air et de substances combustibles d’un mélange, elle varie en fonction des combustibles. Conformément à la directive 1999/92/CE et à l'article R.4227-50 du Code du travail, les emplacements ATEX doivent être subdivisés en zones : 0, 1 ou 2 pour les gaz, 20, 21 ou 22 pour les poussières.  Les zones ATEX sont classées dans des groupes définis selon le type de zone ATEX ainsi que la probabilité de présence d’atmosphère ATEX.
- Zone 0 : Emplacement où une atmosphère explosive consistant en un mélange avec l'air de substances inflammables sous forme de gaz, de vapeur ou de brouillard est présente en permanence, pendant de longues périodes ou fréquemment.
- Zone 1 : Emplacement où une atmosphère explosive consistant en un mélange avec l'air de substances inflammables sous forme de gaz, de vapeur ou de brouillard est susceptible de se présenter occasionnellement en fonctionnement normal.
- Zone 2 : Emplacement où une atmosphère explosive consistant en un mélange avec l'air de substances inflammables sous forme de gaz, de vapeur ou de brouillard n'est pas susceptible de se présenter en fonctionnement normal ou, si elle se présente néanmoins, elle n'est que de courte durée.
- Zone 20 : Emplacement où une atmosphère explosive sous forme de nuage de poussières combustibles est présente dans l'air en permanence, pendant de longues périodes ou fréquemment.
- Zone 21 : Emplacement où une atmosphère explosive sous forme de nuage de poussières combustibles est susceptible de se présenter occasionnellement en fonctionnement normal.
- Zone 22 : Emplacement où une atmosphère explosive sous forme de nuage de poussières combustibles n'est pas susceptible de se présenter en fonctionnement normal, ou, si elle se présente néanmoins, elle n'est que de courte durée.

Une fois ces zones caractérisées et marquées, les décrets D2002-1553 et D2002-1554 du 24 décembre 2002 imposent l'utilisation de matériels spécifiques dans ces zones afin d'écarter tout risque d'explosion.

## Marquage des matériels ATEX

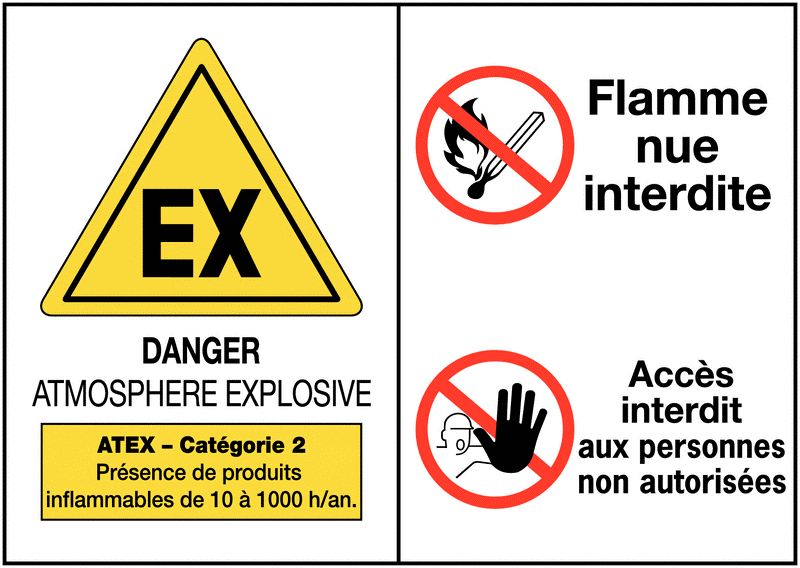
Panneau de signalisation de zone ATEX

Depuis le 1er juillet 2003, les nouveaux matériels installés doivent obligatoirement répondre aux exigences de la directive de 94/9/CE :
la directive 94/9/CE concerne la conformité de l'installation d'un nouvel équipement dans son environnement industriel. Le marquage indiquant la conformité de cet équipement se décompose en plusieurs parties.
Exemple de marquage : II 2 G/D.
- la première partie indique son lieu d'utilisation (I pour les mines, II pour les industries de surface telles la chimie et la pétrochimie) ;
- la deuxième partie indique la catégorie : 1 pour du matériel implantable en zone 0 et 20 ou moins, 2 implantable en zone 1 et 21 ou moins et 3 implantable en zone 2 et 22 ;
- la troisième partie indique le type de zone (G pour les zones gaz (0, 1, 2), D pour les zones poussières (20, 21, 22)).

Pour le matériel électrique, un complément permet d'identifier le mode de protection : 
exemple : EEx d IIC T6.
- La première partie correspond au fait que l'équipement répond à la norme CENELEC (européenne). Le code Ex correspondant à la norme CEI (internationale).
- La deuxième partie est une ou plusieurs lettres comme « d » pour un appareil antidéflagrant, « e » pour sécurité augmentée, « ib ou ia » pour sécurité intrinsèque, mais aussi « m », « q », etc.
- La troisième partie indique le groupe de gaz :

| Groupe | Gaz de référence         | Énergie minimale d'inflammation |
| ------ | ------------------------ | ------------------------------- |
| I      | méthane                  | 300 µJ (300 × 10−6 J)           |
| IIA    | propane                  | 240 µJ (240 × 10−6 J)           |
| IIB    | éthylène                 | 70 µJ (70 × 10−6 J)             |
| IIC    | dihydrogène et acétylène | 17 µJ (17 × 10−6 J)             |

- Enfin la dernière partie est la température maximale de surface : T1 : 450 °C, T2 : 300 °C, T3 : 200 °C, T4 : 135 °C, T5 : 100 °C et T6 : 85 °C. Cela signifie, en cas d'incendie, pour une armoire T6 contenant des produits inflammables, que la température de cette armoire ne dépassera pas 85 °C. Le coût augmente avec la performance (de T1 pour le moins cher jusqu'à T6 pour le plus onéreux).

Enfin, cette directive explique les obligations des fabricants, importateurs et assembleurs de matériel ATEX en vue de leur commercialisation. La catégorie 1 ayant le niveau d'exigence le plus élevé avec validation du prototype, de la chaîne de production et de la notice d'instruction par un organisme notifié (INERIS ou LCIE en France) par exemple.
La directive 94/9/CE est remplacée par la nouvelle Directive ATEX 2014/34/EU qui a été publiée le samedi 29 mars 2014. Elle est applicable depuis le 20 avril 2016.
Longtemps attendue et longtemps promise, elle a été publiée conjointement avec d'autres directives dans le cadre du paquet d'alignement sur le nouveau cadre législatif, relatif à la mise en œuvre du paquet « Produits ». Cet alignement sur le nouveau cadre législatif avait fait l'objet d'une COMMUNICATION DE LA COMMISSION AU PARLEMENT EUROPÉEN ET AU CONSEIL à Bruxelles, le 21 novembre 2011 sous la référence COM(2011) 763 final.
Il s'agit de l'Alignement de dix directives d’harmonisation technique sur la décision no 768/2008/CE  du Parlement européen et du Conseil du 9 juillet 2008 relative à un cadre commun pour la commercialisation des produits. Les directives qui devaient être impactées par communication étaient :
- directive « explosifs à usage civil » : directive 93/15/CEE relative à l’harmonisation des dispositions concernant la mise sur le marché et le contrôle des explosifs à usage civil ;
- directive « appareils destinés à être utilisés en atmosphères explosives » (ATEX): directive 94/9/CE concernant le rapprochement des législations des États membres pour les appareils et les systèmes de protection destinés à être utilisés en atmosphères explosives ;
- directive « ascenseurs » : directive 95/16/CE concernant le rapprochement des législations des États membres relatives aux ascenseurs;
- directive « équipements sous pression » : directive 97/23/CE relative au rapprochement des législations des États membres concernant les équipements sous pression;
- directive « instruments de mesure » : directive 2004/22/CE sur les instruments de mesure;
- directive « compatibilité électromagnétique » : directive 2004/108/CE relative au rapprochement des législations des États membres concernant la compatibilité électromagnétique;
- directive « basse tension » : directive 2006/95/CE concernant le rapprochement des législations des États membres relatives au matériel électrique destiné à être employé dans certaines limites de tension;
- directive « articles pyrotechniques » : directive 2007/23/CE relative à la mise sur le marché d’articles pyrotechniques;
- directive « instruments de pesage à fonctionnement non automatique » : directive 2009/23/CE relative aux instruments de pesage à fonctionnement non automatique;
- directive « récipients à pression simples » : directive 2009/105/CE relative aux récipients à pression simples.

Vous pouvez trouver le texte complet de cette nouvelle directive sur les sites suivants : 
- http://www.zone-atex.fr
- http://eur-lex.europa.eu/legal-content/EN/TXT/?uri=uriserv:OJ.L_.2014.096.01.0309.01.ENG
- http://www.industry-finder.fr/la-nouvelle-directive-atex.html

La directive 99/92/CE : correspond aux obligations des utilisateurs. Elle précise l'obligation du chef d'entreprise d'effectuer l'évaluation des risques d'explosion, l'obligation de zonage sur le terrain et l'obligation pour les salariés exposés, aussi bien personnels du site que personnels d'entreprises extérieures de recevoir une formation de sensibilisation aux risques ATEX.
Tous ces risques ainsi que les analyses complémentaires et les mesures mises en place devront être inscrits dans le DRPCE (Document Relatif à la Protection Contre les Explosions) qui est annexé au Document unique d'évaluation des risques.

## Nature des atmosphères explosives
- Les vapeurs de liquides inflammables (éthanol, acétone, toluène, kérosène, essence, etc.).
- Les gaz inflammables (méthane, propane, butane, sulfure d'hydrogène, etc.).
- Les nuages de poussières explosives (maïs, farine, pulvérulents organiques, etc.).
- Les brouillards de liquides inflammables (aérosol…).

## Modes de protection
- Sécurité de construction « c » : appareils mécaniques à mouvement et friction reconnus sûrs pour éviter les échauffements et les étincelles. Installation possible en zones 1 et 21.
- Enveloppe anti-déflagrante « d » : une enveloppe résistante à l'explosion de son volume interne et ne transmettant pas cette explosion ; contient les pièces pouvant provoquer une inflammation. Installation possible en zones 1 et 21.
- Sécurité augmentée « e » : dispositif empêchant la production d'étincelles au niveau des connexions en assurant le maintien mécanique et les isolations nécessaires.
- Sécurité intrinsèque « i » : circuit qui, en conditions normales ou de défaut, ne peut produire d'étincelle ou d'échauffement suffisants pour provoquer l'inflammation de l'atmosphère explosives. Se décompose en 2 catégories, ia, ib correspondant au nombre de défauts que le circuit peut accepter (respectivement 2 et 1).
- Encapsulage « m » : les pièces de circuit pouvant enflammer l'atmosphère explosive sont enfermées dans un compound. Installation possible en zones 0 et 20.
- Concept produit « n » : circuit qui, en conditions normales et dans certaines conditions de défaut bien définies, ne peut produire l'inflammation de l'atmosphère explosives. Se décompose en 5 catégories : « nA » (protection contre le risque d'étincelle ou d'échauffement), « nC » (protection par étanchéité d'enveloppe empêchant la pénétration de l'atmosphère explosives), « nR » (Enveloppes construites de manière à réduire l’infiltration de gaz), « nL » (énergie limitée) et « nP » (maintien en surpression d'un gaz antidéflagrant). Installation possible en zone 2.
- Immersion « o » : les pièces pouvant provoquer une inflammation de l'atmosphère explosives sont immergées dans l'huile. Installation possible en zones 1 et 21.
- Surpression « p » : les pièces pouvant provoquer une inflammation de l'atmosphère explosives sont maintenues à une pression supérieure à la pression atmosphérique avec un gaz neutre. Installation possible en zones 1 et 21.
- Remplissage pulvérulent « q » : les pièces pouvant provoquer une inflammation de l'atmosphère explosives sont placées dans une enveloppe remplie de matériau pulvérulent (sable…). Installation possible en zones 1 et 21.